# Семёнов, Виктор Николаевич (промышленник)
Виктор Николаевич Семёнов (1938—2014) — советский хозяйственный деятель, Заслуженный работник лесной промышленности РСФСР, генеральный директор производственного объединения «Усть-Илимский лесопромышленный комплекс» (1983—1993), Почётный гражданин Усть-Илимска (1998).

## Биография
Трудовую деятельность начал в Красноярске, после окончания технического училища связи. После окончания Сибирского технологического института, работал на Байкальском ЦБК. В 1970—1973 годах работал в Управлении «ОРГБУМДРЕВ» (Москва).
8 февраля 1973 года назначен главным инженером строящегося целлюлозного завода в Усть-Илимске. Избирался членом Иркутского обкома КПСС.
В 1983—1993 годах — генеральный директор Производственного объединения «Усть-Илимский лесопромышленный комплекс», одного из крупнейших в СССР лесохимических предприятий (ныне в составе ОАО «Илим»).

## Награды и звания
- Орден «Дружбы народов» за строительство Усть-Илимского целлюлозного завода
- медаль «За доблестный труд в ознаменование 100-летия со дня рождения В. И. Ленина»
- Лауреат премии Совета Министров СССР
- Заслуженный работник лесной промышленности РСФСР.
- Почётный гражданин города Усть-Илимск. (1988 г.)
- Почётный гражданин Волгоградской области

## Память
Имя В. Н. Семёнова присвоено Усть-Илимской средней общеобразовательной школе № 12.